# Ariasella semiaptera
Ariasella semiaptera är en tvåvingeart som beskrevs av Gil Collado 1923. Ariasella semiaptera ingår i släktet Ariasella och familjen puckeldansflugor. Inga underarter finns listade i Catalogue of Life.